# Lluís de Cabanyelles i Gallac
Lluís de Cabanyelles i Gallac (País Valencià, s XV - ?, 17 de gener de 1524) fou governador general de València entre els anys 1503 i 1522.
Fill del també governador general de València, Lluís de Cabanyelles i de Vila-rasa, del que en va ser successor en el càrrec. Era senyor de Benissanó, Alginet i Bolbait.
El 1519, en produir-se els primers incidents de  les Germanies a València, va prohibír les reunions de gent, però ell es va mantenir al marge dels esdeveniments per problemes de salut (Carles I li va donar una llicència amb data 11 de maig del 1520 i va fer un viatge a Flandes) fins al 1522, que impedí l'entrada a València dels agermanats comandats per Vicent Peris, en la captura i la mort del qual participà després.
El succeí en el càrrec el seu germà Jeroni de Cabanyelles i Gallac.